# Zorro de nueve colas

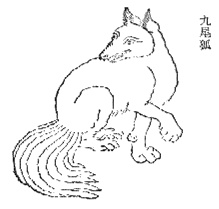
La criatura que aparece bajo el nombre de zorro de nueve colas (九尾狐) en el Shanhaijing, representado en una edición de la dinastía Qing

Kurama (九尾狐) o espíritu zorro (狐狸精), es una entidad zorro mitológica procedente de las culturas asiáticas. 
los zorros son vistos como espíritus familiares que poseen poderes mágicos. Estos zorros son descritos como dañinos, generalmente engañando a las personas, con la capacidad de camuflarse como una hermosa persona que intenta seducir a los demás, ya sea solo para jugarle una broma o para devorar su cuerpo o su espíritu: Huli jing en la mitología china, Kyūbi no kitsune en la japonesa y Kumiho en la coreana.

## Desarrollo
Zorros de nueve colas aparecen comúnmente en el folklore, literatura y mitología china, en la que, según el cuento puede ser un buen o un mal presagio. El tema de espíritus zorros proveniente de la cultura china finalmente se transmitió e introdujo en las culturas japonesas y coreanas.
Durante la dinastía Han, el desarrollo de ideas acerca de transformaciones interespecies tuvo lugar en la cultura china. La idea de que los seres no humanos al avanzar en edad podrían asumir una forma humana está presente en obras como el Lunheng de Wang Chong (27-91). Cuando estas tradiciones se desarrollaron, la capacidad de transformación del zorro también tomó forma.

## Descripciones
El espíritu zorro aparece en el Clásico de las montañas y los mares (Shanhaijing), compilado desde el período de los Estados combatientes hasta el período de la dinastía Han. El trabajo establece: La tierra de Green-Hills descansa al norte de Tianwu. Los zorros ahí tienen cuatro patas y nueve colas. De acuerdo a otras versiones está ubicada al norte del valle del sol naciente.
En el capítulo 14 del Shanhaijing, Guo Pu comentó que el zorro de nueve colas era un prometedor augurio que aparecía durante los tiempos de paz. Sin embargo, en el capítulo 1, también se describe otro aspecto del zorro de nueve colas: 

"Trecientos li más allá del sur está la montaña Green-Hills, donde se puede encontrar mucho jade en su vertiente sur y cinabrio verde en el norte. Hay una bestia allí cuya forma se asemeja a la de un zorro de nueve colas. Hace un sonido como el de un bebé y es un devorador de hombres. Quien lo coma estará protegido de los insectos venenosos (gu)."

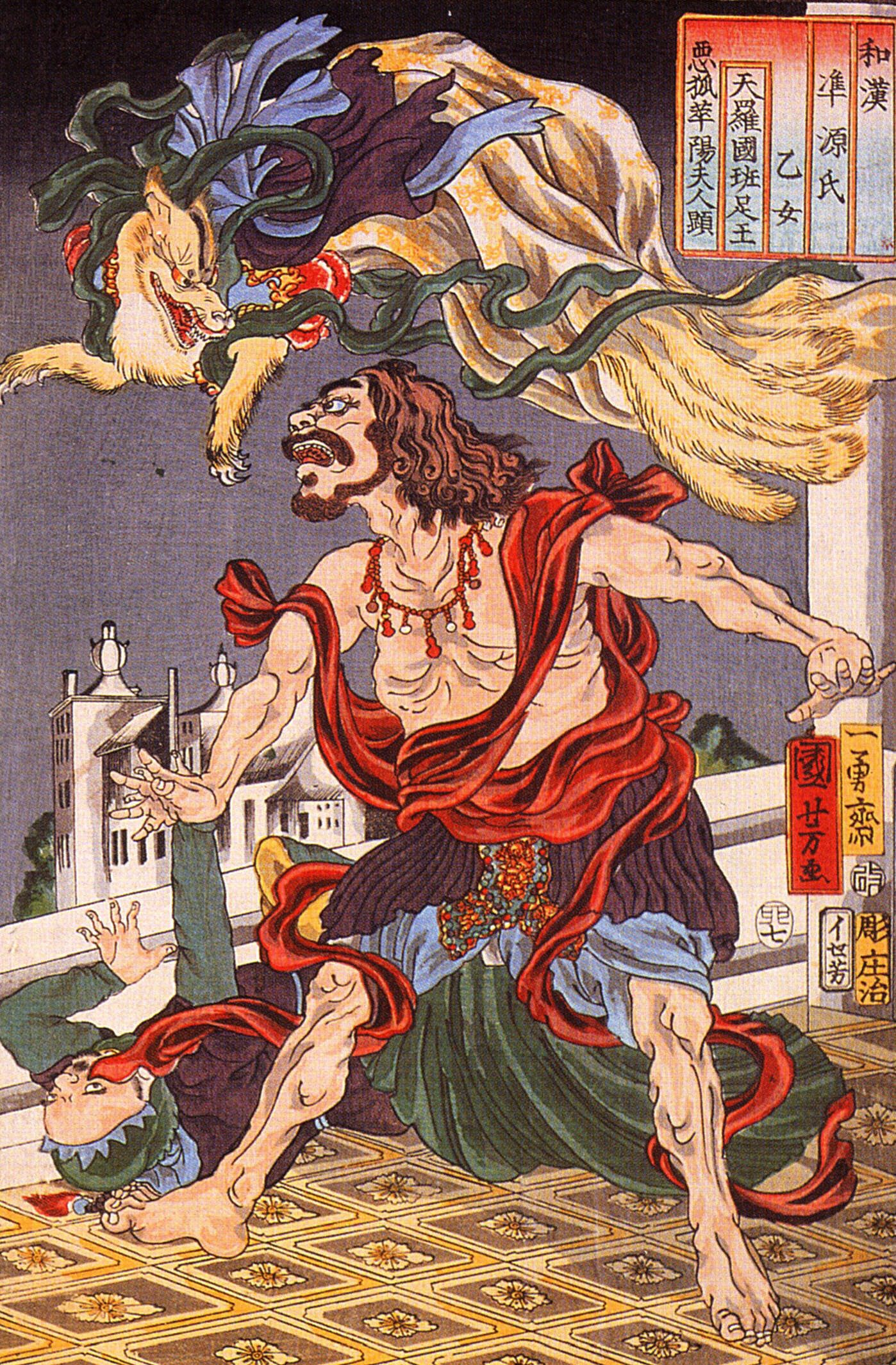
El príncipe Hanzoku aterrorizado por un zorro de nueve colas. Impresión de Utagawa Kuniyoshi, del.

En un antiguo mito, Yu el Grande se encontró con un zorro blanco de nueve colas, que interpretó como una señal de respaldo sobre tener que casar a Nüjiao.
En la iconografía Han, los zorros de nueve colas son a menudo representados en el Monte Kunlun junto a Xiwangmu en su papel de diosa de la inmortalidad. Según el Baihutong (Debates en el salón del tigre blanco), el zorro de nueve colas simboliza una descendencia abundante.
Guo Pu, escritor chino, comentó sobre la transformación y otras características de los zorros que cuando un zorro tiene 50 años puede transformarse en una mujer; a los 100 años se convierte en una mujer hermosa, un espíritu médium o un hombre adulto que puede tener relaciones con una humana. Tales seres son capaces de conocer cosas a más de mil millas de distancia. Al cumplir mil años el zorro asciende al cielo y se convierte en zorro celestial.
El Youyang Zazu, colección de leyendas chinas y extranjeras, hace una conexión entre los zorros y lo divino.

## Tradiciones
El popular culto al zorro durante la dinastía Tang se menciona en un texto titulado Hu Shen (dioses zorros) de esta forma: 

Desde el inicio de la dinastía Tang, muchos plebeyos han adorado al espíritu zorro. Haciendo ofrendas en sus recamaras para rogar por su favor. Los zorros comparten el alimento y bebida de las personas. Ellos no sirven a un solo señor.

## En la cultura popular
Cada una de las apariciones del zorro de nueve colas se enumera en cada sección en orden por año:

### Juegos
- Ninetales en Pokémon (1996)
- Ran Yakumo en Touhou
- Ninetails, un jefe en Okami (2006)
- Ahri en League of Legends (2009)
- Kyubi en Yo-Kai Watch (2013)
- Yae Miko en Genshin Impact

### Literatura, novelas gráficas, cómics
- Kurama en Yuyu Hakusho (1990)
- Kyubimon en Digimon Tamers (2001)
- Kurama en Naruto y Boruto: Naruto Next Generations (1999-2014), (2016-2023)
- Guardian Nine tails The God of High School (2011)* The Sandman: The Dream Hunters (1999)
- Lico en The Demon Girl Next Door (2014)
- Fox Spirit Matchmaker (2015)
- The Helpful Fox Senko-san (2017)
- Shuos Jedao en Machineries of Empire (2016)
- Cien cuentos de fantasmas de China y Japón de Tsukioka Yoshitoshi (1865)
- SCP-953 en Fundación SCP (2007)

### Película
- Painted Skin (2008) y su secuela (2012)
- A Chinese Fairy Tale (2011)
- League of Gods (2016)
- Once Upon a Time (2017)
- Hanson y la Bestia (2017)
- The Legend of Hei (2019)
- Jiang Ziyia (2020)
- Soul Snatcher (2020)
- Shang-Chi y la leyenda de los Diez Anillos (2021), el Jiu Wei Hu está entre las criaturas que residen en Ta Lo
- Umma (2022)

### Series de Televisión
- The Legend of Nezha 哪吒传奇 (2003)
- Strange Tales of Liao Zhai 新聊斋志异 (2005)
- The Legend and the Hero (2007) y su secuela (2009)
- My Girlfriend is a Nine-Tailed Fox (2010)
- The Investiture of the Gods (2014) y The Investiture of the Gods 2 (2015)
- Legend of Nine Tails Fox (2016)
- Fox in the Screen 屏里狐 (2016)
- Eternal Love  (2017)
- Moonshine y Valentine (2017)
- Beauties in the Closet 柜中美人 (2018)
- Investiture of the Gods (2019)
- Love, Death & Robots Episodio 8 (2019)
- The Life of White Fox 白狐的人生 (2019)
- Eternal Love of Dream (2020)
- Kumiho en Lovecraft Country Episodio 6 "Meet Me in Daegu" (2020)
- Lee Dong Wook en Tale Of The Nine Tailed (2020)
- My Roommate Is a Gumiho (2021)
- En Kamen Rider Geats (2022), El motivo del personaje principal se basa en el zorro de nueve colas. Además, la forma final del personaje principal toma la forma del motivo del Zorro de nueve colas.
- En Sonic Prime (2022–2024), Nine es una versión alternativa de Tails en otra dimensión. Añadió siete colas mecánicas a su cuerpo, convirtiéndolo en un zorro de nueve colas.
- Unicorn: Warriors Eternal (2023)
- El episodio de Mickey Mouse Funhouse "HALT, Tiger" presenta al personaje Cho Sook (con la voz de Jee Young Han), un cambiaformas que reside en la Tierra de los Mitos y la Montaña de las Sombras de la Leyenda y que puede convertirse en un zorro de nueve colas.